# Vieste
Vieste là một đô thị thuộc tỉnh Foggia trong vùng Puglia ở Ý. Đô thị này có diện tích km², dân số thời điểm 31 tháng 12 năm 2006 là 13.581 người. Đô thị này có các làng sau: Pugnochiuso.
Đô thị này giáp với các đô thị sau: Mattinata, Monte Sant'Angelo, Peschici, Vico del Gargano.